# Гилмор, Лукман
Лукман Гилмор (англ. Luqman Gilmore; 10 мая 1996 года, Иво) — нигерийский футболист, полузащитник клуба «Урарту».

## Клубная карьера
Футболом начал заниматься в академии ААКК из Лагоса. В подростковом возрасте три года тренировался в академии «Сток Сити», но не смог подписать контракт с клубом из-за отсутствия английского гражданства. Также не смог подписать контракт с «Лейшойншем» ввиду несовершеннолетия. Попытка присоединиться к испанскому «Алькоркону» сорвалась из-за слишком высокой агентской комиссии. После этих неудач вернулся в Нигерию, где выступал в местной любительской лиге. Осенью 2017 года присоединился к грузинскому «Имерети Хони», вылетевшему из Второй лиги в Третью. Для оформления нужных документов игроку пришлось посетить ближайшее посольство Грузии в Аддис-Абебе, поскольку в Нигерии нет грузинского посольства. В том сезоне клуб вышел в чемпионскую группу, но не смог заработать повышение. Тем не менее, нигериец перешёл в клуб Эровнули лиги «Динамо» из Тбилиси. За клуб дебютировал 3 октября 2018 года в матче четвертьфинала Кубка Грузии против «Гурии», заменив на 76-й минуте Буду Зивзивадзе. В чемпионате не провёл ни одного матча и уже через полгода сменил клуб, перейдя в «Динамо Зугдиди» из Второй лиги. Дебютировал 2 марта 2019 года в первом матче сезона против «Самтредии», выйдя в стартовом составе. Первый гол забил 13 апреля в ворота «Гурии», принеся своей команде победу.
Зимой 2021 года вернулся в высший дивизион Грузии, перейдя в «Самгурали». Дебютировал 20 марта в игре с «Шукурой», заменив в перерыве Тедо Кикабидзе. Первым результативным действием отметился 25 апреля, отдав пас на гол Серго Кухианидзе в ворота столичного «Динамо». Единственный гол за клуб забил 20 мая, открыв счёт в матче четвертьфинала Кубка Грузии против «Сиони». В той кампании «Самгурали» дошёл до финала, где проиграл «Сабуртало».
Проведя в Эровнули лиге 57 матчей, покинул страну, перейдя 16 января 2023 года в латвийскую «Лиепаю». Дебютировал 18 марта в матче против «Валмиеры», выйдя в стартовом составе. Первым результативным действием отличился 12 августа, отдав передачу на победный гол Данилы Патийкукса в ворота «Даугавпилса». 30 января 2024 года нигериец вернулся на Кавказ, подписав контракт с армянским «Урарту». Дебютировал 12 марта в игре четвертьфинала Кубка Армении с ЦСКА, заменив в перерыве Дениса Глушакова. В том розыгрыше «Урарту» дошёл до финала, где в серии пенальти уступил «Арарат-Армении». Первый матч в лиге сыграл 16 марта против «Алашкерта», выйдя в старте. Первое результативное действие оформил 16 мая в игре с тем же соперником, отдав голевую передачу на Карена Мелконяна. В еврокубках дебютировал 11 июля в матче первого квалификационного раунда Лиги конференций против таллинского «Калева».

## Карьера в сборной
Вызывался в юношескую сборную и рассматривался для отправки на чемпионат мира 2013, но не был включён в заявку.

## Достижения
«Самгурали»
- Финалист Кубка Грузии: 2021

«Урарту»
- Финалист Кубка Армении: 2024